# Киевская пектораль
«Киевская пектораль» (укр. Київська пектораль) — премия Украины в области театрального искусства, основанная в 1992 году, старейшая театральная премия на постсоветском пространстве. Вручается ежегодно, начиная с 1993 года в Международный день театра.

## История
Театральная премия «Киевская Пектораль» была основана в 1992 году Киевским отделением Союза театральных деятелей Украины и Главным управлением культуры города Киева. Непосредственными организаторами «Киевской Пекторали» были Николай Губенков, Чембержи Михаил Иванович, Николай Рушковский и Тимур Ибраимов.
Впервые «Киевскую Пектораль» вручили 27 марта 1993 года в Международный день театра по итогам достижений в сезоне 1991—1992 годов. Церемония награждения происходит в помещении Национального драматического театра имени Ивана Франка. Лауреат награждается золотой статуэткой, почетной грамотой и денежной премией.
В последующие годы традиция проводить вручение премии в Международный день театра сохранилась.
Премия «Киевская Пектораль» отмечает достижения в номинациях лучший драматический спектакль, спектакль камерной сцены, спектакль для детей, лучшая режиссёрская работа, исполнение мужской и женской роли, лучшее исполнение мужской и женской роли второго плана, лучшая сценография, лучшая музыкальная концепция спектакля, работа балетмейстера. Отдельно вручается приз «За весомый вклад в развитие театрального искусства». В различные годы число лауреатов оказывалось различным.

## Номинации и лауреаты

### Лучший спектакль / спектакль драматического театра
- 1991—1992
  - «Дама без камелий» Т. Реттигена, реж. Роман Виктюк (Театр им. Леси Украинки)
  - «Кандид» Л. Бернстайна по Вольтеру, реж. Владимир Петров (Театр им. Леси Украинки)
- 1993 — «Дюшес» Дж. Джойса, реж. Олег Липцин (Театр-студия «Театральный клуб»)
- 1994 — «Выстрелы в осеннем саду» А. Чехова, реж. Валерий Бильченко (Экспериментальная театр-студия)
- 1995 — «Сны по Кобзарю» по Т. Шевченко, реж. Валентин Козьменко-Делинде (Театр им. И.Франко)
- 1996 — «Комедия о прелести греха» по Н. Макиавелли, реж. Юрий Одинокий (Театр драмы и комедии)
- 1997 — «Мелкий бес» Ф. Сологуба, реж. Юрий Одинокий (Театр драмы и комедии)
- 1998 — «В степях Украины» А. Корнейчука, реж. Виталий Малахов (Театр на Подоле)
- 1999 — «Кин IV» Г. Горина, реж. Анатолий Хостикоев (Театр им. И.Франко)
- 2000 — «Брат Чичиков» Н. Садур по Н. Гоголю, реж. Александр Дзекун (Театр им. И.Франко)
- 2001 — «Зрители на спектакль не допускаются» М. Фрейна, реж. Юрий Одинокий (Театр драмы и комедии)
- 2002 — «Женитьба» Н. Гоголя, реж. Юрий Одинокий (Театр драмы и комедии)
- 2003 — «Дядя Ваня» А. Чехова, реж. Виталий Малахов (Театр на Подоле)
- 2004 — «Братья Карамазовы» Ф. Достоевского, реж. Юрий Одинокий (Театр им. И.Франко)
- 2005 — «Ромео и Джульетта» У. Шекспира, реж. Алексей Лисовец (Театр драмы и комедии)
- 2006 — «Кармен. TV» на музыку Ж. Бизе, реж. Раду Поклитару («Киев модерн – балет»)
- 2007 — «Четвёртая сестра» Я. Гловацкого, реж. Станислав Моисеев (Молодой театр)
- 2008 — «Не всё коту масленица» А. Островского, реж. Алексей Лисовец (Театр драмы и комедии)
- 2009 — «Мёртвые души» Н. Гоголя, реж. Игорь Славинский (Театр на Подоле)
- 2010 — «Грек Зорба» Н. Казандзакиса, реж. Виталий Малахов (Театр им. И.Франко)
- 2011 — «Прошлым летом в Чулимске» А. Вампилова, реж. Виталий Малахов (Театр на Подоле)
- 2012 — «Опискин. Фома!» Ф. Достоевского, реж. Алексей Лисовец (Театр драмы и комедии)
- 2013 — «Morituri te salutant» по Василию Стефаныку, реж. Дмитрий Богомазов (Театр им. И.Франко)
- 2014 — «Веселье сердечное, или Кепка с карасями» Ю. Коваля, реж. Дмитрий Богомазов (Театр драмы и комедии)
- 2015 — «Оскар» Э. Шмитта, реж. Михаил Урицкий (Муниципальный академический театр кукол)
- 2016 — «Без вины виноватые» А. Островского, реж. Виктор Гирич (ТЮЗ на Липках)
- 2017 — «Жизнь впереди. Роман о Розе, или недетская история» Э. Ажара, реж. Дмитрий Богомазов (Театр драмы и комедии)

### Лучший спектакль музыкального театра
- 1993 — Хор в опере «Набукко» Дж. Верди, хормейстер-постановщик Лев Венедиктов (Национальная опера Украины)
- 1994 — «Лоэнгрин» Р. Вагнера, реж. Файт Геркер (Национальная опера Украины)
- 1995 — «Мадам Баттерфляй» Дж. Пуччини, реж. Ирина Молостова (Национальная опера Украины)
- 1996—2001 — отдельной номинации не было
- 2002 — «Весна священная» И. Стравинского, хореограф Раду Поклитару (Национальная опера Украины)
- 2003 — «Турандот» Дж. Пуччини, реж. Марио Корради (Национальная опера Украины)
- 2004 — «Джоконда» А. Понкьелли, реж. Марио Корради (Национальная опера Украины)
- 2005 — «Фауст» Ш. Гуно, реж. Марио Корради (Национальная опера Украины)
- 2006 — отдельная премия не вручалась, спектакль «Кармен. TV» на музыку Ж. Бизе (хореограф Раду Поклитару, театр «Киев модерн – балет») стал победителем «в общем зачёте»
- 2007 — номинация снята из-за отсутствия конкуренции. Как «Событие года» были отмечены спектакли театра «Киев модерн – балет» в хореографии Раду Поклитару: «Болеро» М. Равеля; «Дождь» на музыку И. Баха; «Веронский миф: Шекспирименты» на музыку Г. Генделя, П. Чайковского и периода ренессанса; «Щелкунчик» П. Чайковского
- 2008 — «Эдит Пиаф. Жизнь в кредит» Виктории Васалатий — Ю. Рыбчинского; реж. Игорь Афанасьев (Театр им. И.Франко)
- 2009 — «Сорочинская ярмарка» О. Рябова по Н. Гоголю, реж. Богдан Струтинский (Киевский театр оперетты)
- 2010 — «Груди Терезия» Ф. Пуленка, реж. Дмитрий Тодорюк (Муниципальный театр оперы и балета для детей и юношества)
- 2011 — «Травиата» Дж. Верди, реж. Виталий Пальчиков (Муниципальный театр оперы и балета для детей и юношества)
- 2012 — «Перекресток», балет-триптих, реж. Раду Поклитару («Киев модерн – балет» на сцене Национальной оперы Украины)
- 2013 — «Лебединое озеро. Современная версия», реж. Раду Поклитару («Киев модерн — балет»)
- 2014 — «Труффальдино из Бергамо» К. Гольдони, реж. Богдан Струтинский (Киевский театр оперетты)
- 2015 — «Пой, Лола, пой!» Александра Чепалова по мотивам романа Г. Манна, реж. Дмитрий Богомазов (Театр драмы и комедии)
- 2016 — «Графиня Марица» И. Кальмана, реж. Богдан Струтинский (Киевский театр оперетты)
- 2017 — «Богема» Д. Пуччини, реж. Виталий Пальчиков (Муниципальный театр оперы и балета для детей и юношества)

### Лучший спектакль камерной (малой) сцены
- 1999 — «Эмма» Я. Стельмаха по Г. Флоберу, реж. Ирина Клищевская (Киевский академический театр «Колесо»)
- 2000 — «Вишнёвый сад» А. Чехова, реж. Михаил Яремчук (Киевский театр марионеток)
- 2001 — «В поисках потерянного времени», реж. Владислав Троицкий (Театр «Дах»)
- 2002 — «Отец» Ю. Стриндберга, реж. Александр Билозуб, Пётр Панчук (Театр им. И.Франко)
- 2003 — «Парнас дыбом» по прозе, поэзии и песням 30-х годов, реж. Игорь Славинский (МТИ «Созвездие»)
- 2004 — «Женщина в песках» К. Абэ, реж. Андрей Билоус (МТИ «Созвездие»)
- 2005 — «Мое столетие» М. Лоранс, реж. Виталий Малахов (Театр на Подоле)
- 2006 — «Голодный грех» В. Стефаника, реж. Александр Билозуб (Национальный центр театрального искусства им. Леся Курбаса)
- 2007 — «Женщина из прошлого» Роланда Шиммельпфеннинга, реж. Дмитрий Богомазов (Театр «Свободная сцена»)
- 2008 — «Распутник» Э. Шмитта, реж. Александр Крыжановский (Новый драматический театр на Печерске)
- 2009 — «Люксембургский сад» по поэзии И. Бродского, реж. Игорь Славинский (Театр на Подоле)
- 2010 — «Счастье» А. Платонова, реж. Андрей Билоус (Новый драматический театр на Печерске)
- 2011 — «Push Up», реж. Александр Крыжановский (Новый драматический театр на Печерске)
- 2012 — «Корабль не придёт», реж. Александр Крыжановский (Новый драматический театр на Печерске)
- 2013 — моноспектакль «Прекрасный зверь в сердце», реж. Алексей Кужельный (МТИ «Созвездие»)
- 2014 — «Похоже на счастье» Пьера Пальмада и Кристофа Дютюрона, реж. Екатерина Степанкова (МТИ «Созвездие»)
- 2015 — «Сталкеры» Павла Арье, реж. Станислав Жирков (Совместный проект театра Золотые ворота и Молодого театра)
- 2016 — «Мы, Майдан» Надежды Сымчич, реж. Ирина Клищевская (Театр «Колесо»)
- 2017 — «Двенадцатая ночь, или Что Вам угодно?» У. Шекспира, реж. Дмитрий Богомазов и Андрей Саминин (Театр драмы и комедии)

### Лучший спектакль для детей
- 1993 — «Коломбина, Пьеро, Арлекин» Светланы Лелюх, реж. Андрей Критенко (ТЮЗ на Липках)
- 1994 — «Всё будет хорошо» И. Уваровой и С. Ефремова по дневникам Януша Корчака; режиссёр Сергей Ефремов (Муниципальный академический театр кукол)
- 1995 — «Котомка с песнями» В. Данилевича; реж. Н. Бучма (Муниципальный академический театр кукол)
- 1996 — «Катилась торба» по мотивам украинского фольклора, реж. Михаил Яремчук (Киевский театр марионеток)
- 1997 — «Повозка папаши Жюнье» на музыку Р. Штрауса, балетмейстер Алексей Ратманский (Муниципальный театр оперы и балета для детей и юношества)
- 1998 — «Ворон» К. Гоцци; реж. Сергей Ефремов (Муниципальный академический театр кукол)
- 1999 — «Приключения Тома Сойера» Я. Стельмаха по Марку Твену, реж. Константин Дубинин (ТЮЗ на Липках)
- 2000 — «Русалочка» Л. Разумовской по Х. К. Андерсену, реж. Евгений Курман (Молодой театр)
- 2001
  - «Лис Микита» И. Франко, реж. Константин Дубинин (ТЮЗ на Липках)
  - «Как казаки змея укрощали» И. Поклада, реж. Л. Моспан-Шульга (Муниципальный театр оперы и балета для детей и юношества)
- 2002 — «Кащей Бессмертный» Н. Римского-Корсакова, реж. М. Мерзликин (Муниципальный театр оперы и балета для детей и юношества)
- 2003 — «Маугли» А. Градского по Р. Киплингу, хореограф В. Литвинов (Муниципальный театр оперы и балета для детей и юношества)
- 2004 — «Семь желаний Зербино» Владимира Глейзера, реж. Николай Яремкив (Молодой театр)
- 2005 — «Моя волшебная Золушка» Е. Негреску, реж. Елена Негреску (МТИ «Созвездие»)
- 2006 — «Белоснежка и семь гномов» Б. Павловского, хореограф В. Литвинов (Муниципальный театр оперы и балета для детей и юношества)
- 2007 — «Наталка-Полтавка» И. Котляревского, реж. Сергей Ефремов (Муниципальный академический театр кукол)
- 2008 — «Поллианна» Э. Портер, реж. Виктор Гирич (ТЮЗ на Липках)
- 2009 — «Капризная любовь Дроздоборода» Богдана Стельмах по сказке братьев Гримм, реж. Юлия Маслак (Молодой театр)
- 2010 — «О курочке Рябе и солнышке золотом» М. Петренко, реж. Марина Назаренко (Государственный академический театр кукол)
- 2011 — «Пассажир в чемодане» Ульриха Хуба, реж. Тамара Трунова (Театр драмы и комедии)
- 2012 — «Дюймовочка» Х. Андерсена, реж. Михаил Урицкий (Муниципальный академический театр кукол)
- 2013 — «Принцесса Лебедь» Ильи Пелюка и Алексей Харченко, реж. Илья Пелюк (Молодой театр)
- 2014 — «Снежный цветок» С. Козлова, реж. Сергей Ефремов (Муниципальный академический театр кукол)
- 2015 — «Почему длинный нос у слона» Р. Киплинга, реж. Михаил Урицкий (Муниципальный академический театр кукол)
- 2016 — «Мистер Г-г-г» Д. Биссета, реж. Михаил Яремчук (Киевский театр марионеток)
- 2017 — номинация исключена, поскольку никто из претендентов не набрал «проходной балл»

### Лучшая режиссёрская работа
- 1991—1992 — Валерий Бильченко, «И сказал Б…» (Молодёжный театр)
- 1993 — Олег Липцин, «Дюшес» (Театр-студия «Театральный клуб»)
- 1994 — Валерий Бильченко, «Выстрелы в осеннем саду» (Экспериментальная театр-студия)
- 1995 — Валентин Козьменко-Делинде, «Сны по Кобзарю» (Театр им. И.Франко)
- 1996 — Юрий Одинокий, «Комедия о прелести греха» (Театр драмы и комедии)
- 1997 — Юрий Одинокий, «Мелкий бес» (Театр драмы и комедии)
- 1998 — Виталий Малахов, «В степях Украины» (Театр на Подоле)
- 1999 — номинация снята жюри, хотя эксперты рекомендовали ряд претендентов
- 2000 — Александр Дзекун, «Брат Чичиков» (Театр им. И.Франко)
- 2001 — Станислав Моисеев «Гедда Габлер» и «Лев и Львица» (Молодой театр)
- 2002 — Юрий Одинокий, «Женитьба» (Театр драмы и комедии)
- 2003 — Виталий Малахов, «Дядя Ваня» (Театр на Подоле)
- 2004 — Юрий Одинокий, «Братья Карамазовы» (Театр драмы и комедии)
- 2005 — Алексей Лисовец, «Ромео и Джульетта» (Театр драмы и комедии)
- 2006 — Дмитрий Богомазов, «Очередь» (Театр драмы и комедии)
- 2007 — Дмитрий Богомазов, «Женщина из прошлого» (Театр «Свободная сцена»)
- 2008 — Алексей Лисовец, «Не всё коту масленица» (Театр драмы и комедии)
- 2009 — Игорь Славинский, «Мёртвые души» (Театр на Подоле)
- 2010 — Эдуард Митницкий, «Три сестры» (Театр драмы и комедии)
- 2011 — Виталий Малахов, «Прошлым летом в Чулимске» (Театр на Подоле)
- 2012 — Алексей Лисовец, «Опискин. Фома!» (Театр драмы и комедии)
- 2013 — Дмитрий Богомазов, «Morituri te salutant» (Театр им. И.Франко)
- 2014 — Станислав Моисеев, «Такая её судьба» (Тарас Шевченко) (Театр им. И.Франко)
- 2015 — Михаил Урицкий, «Оскар» (Муниципальный академический театр кукол)
- 2016 — Станислав Жирков, «Слава героям» (Совместный проект театра Золотые ворота и Ивано-Франковского театра имени Франко)
- 2017 — Дмитрий Богомазов, «Жизнь впереди. Роман о Розе, или недетская история» (Театр драмы и комедии)

### Лучшая женская роль
- 1991—1992 — Ада Роговцева (Паола), «Дама без камелий» (Театр им. Леси Украинки)
- 1993 — Тамара Плашенко (Молли Блум), «Дюшес» (Театр-студия «Театральный клуб»)
- 1994 — Валерия Заклунная (мисс Тина), «История одной страсти» (Театр им. Леси Украинки)
- 1995 — Тамара Плашенко (Альма), «Лето и дым» (Театр на Подоле)
- 1996 — Галина Стефанова (Репнина), «Стена» (Театр «Актёр»)
- 1997
  - Анна Расстальная (Жанна), «День любви, день свободы» (Молодой театр)
  - Ада Роговцева (Розали), «Обманутая» (Театр драмы и комедии)
- 1998 — Валерий Легин (миссис Смит), «Лысая певица» (Экспериментальный театр НУКМА)
- 1999 — Наталья Сумская (Маша), «Три сестры» (Театр им. И.Франко)
- 2000 — Полина Лозовая (Ведьма), «Брат Чичиков» (Театр им. И.Франко)
- 2001 — Неонила Белецкая (мисс Клакет), «Зрители на спектакль не допускаются» (Театр драмы и комедии)
- 2002 — Лидия Яремчук (Мелиса), «Письма любви» (Театр «Актёр»)
- 2003 — Олеся Власова (Геля), «Варшавская мелодия-2» (Арт-проект)
- 2004 — Виктория Спесивцева (Грушенька), «Братья Карамазовы» (Театр им. И.Франко)
- 2005 — Галина Ткач (Малу), «Мое столетие» (Театр на Подоле)
- 2006 — Леся Самаева (медсестра Мария), «Очередь» (Театр драмы и комедии)
- 2007 — Римма Зюбина (Таня), «Четвёртая сестра» (Молодой театр)
- 2008 — номинации «Лучшая женская роль» и «Лучшая женская роль второго плана» были совмещены оргкомитетом
  - Надежда Кондратовская (мисс Леттис Дуфе), «Леттис и Лавидж» (МТИ «Созвездие»)
- 2009 — номинации «Лучшая женская роль» и «Лучшая женская роль второго плана» были совмещены оргкомитетом
  - София Письман (Коробочка), «Мёртвые души» (Театр на Подоле)
- 2010 — Наталия Сумская (Гортензия), «Грек Зорба» (Театр им. И.Франко)
- 2011 — Виктория Булитко (Валентина), «Прошлым летом в Чулимске» (Театр на Подоле)
- 2012 — Лариса Парис, «Эллины, этюды к трагедии „Аякс“» (студия «Парис»)
- 2013 — Надежда Кондратовская (Мать), «Обещание на рассвете. Подлинная история великой любви» (продюсерский центр «Домино-Арт»)
- 2014 — Ада Роговцева (Клод), «Похоже на счастье» (МТИ «Созвездие»)
- 2015 — Ирма Витовская (Баба Фрося), «Сталкеры» (Совместный проект театра Золотые ворота и Молодого театра)
- 2016 — Кристина Никитин (Элен), «Меня прислал доктор Хоу» (ТЮЗ на Липках)
- 2017 — Анжелика Савченко (Патриция Хольман), «Три товарища» (Театр им. И.Франко)

### Лучшая мужская роль
- 1991—1992 — Евгений Смирнов (Вольтер / Панглос), «Кандид» (Театр им. Леси Украинки)
- 1993 — Николай Рушковский (лорд Честерфильд), «Когда лошадь теряет сознание» (МТИ «Созвездие»)
- 1994 — Богдан Ступка (Он), «Бред вдвоём» (Театр им. И.Франко)
- 1995 — Богдан Ступка (Кобзарь), «Сны по Кобзарю» (Театр им. И.Франко)
- 1996 — Виталий Линецкий (Сеньор Меис), «Немного вина…… или 70 оборотов» (Театр драмы и комедии)
- 1997 — Анатолий Хостикоев (Хосе), «Кармен» (Театр им. И.Франко)
- 1998 — Алексей Вертинский (писатель «А»), «Синий автомобиль» (Молодой театр)
- 1999 — Юрий Мажуга (Городничий), «Ревизор» (Театр им. Леси Украинки)
- 2000 — Алексей Богданович (Павел Иванович Чичиков), «Брат Чичиков» (Театр им. И.Франко)
- 2001
  - Богдан Ступка (Лев Толстой), «Лев и Львица» (Молодой театр)
  - Анатолий Хостикоев (Отелло), «Отелло» (Театр им. И.Франко)
- 2002 — Владимир Горянский (Иван Кузьмич Подколесин), «Женитьба» (Театр драмы и комедии)
- 2003 — Сергей Бойко (Михаил Львович Астров), «Дядя Ваня» (Театр на Подоле)
- 2004 — Алексей Богданович (Иван Карамазов), «Братья Карамазовы» (Театр им. И.Франко)
- 2005 — Ахтем Сейтаблаев (Ромео), «Ромео и Джульетта» (Театр драмы и комедии)
- 2006 — Виталий Линецкий (Егор Петрович Войницкий), «26 комнат» (Театр драмы и комедии)
- 2007 — Александр Кобзарь (Виктор), «Последний герой» (Театр драмы и комедии)
- 2008 — Игорь Рубашкин (Дени Дидро), «Распутник» (Новый драматический театр на Печерске)
- 2009 — номинации «Лучшая мужская роль» и «Лучшая мужская роль второго плана» были совмещены оргкомитетом
  - Богдан Бенюк (Илья Фомич Кочкарёв), «Женитьба» (Театр им. И.Франко)
- 2010 — Анатолий Хостикоев (Зорба), «Грек Зорба» (Театр им. И.Франко)
- 2011 — Василий Кухарский (Васька Пепел), «На дне» (Театр на Подоле)
- 2012 — Владимир Кузнецов (Лемарес), «Письмо богу» (Театр на Подоле)
- 2013
  - Алексей Вертинский (Эрик Ларсен), «Загадочные вариации» (Молодой театр)
  - Евгений Нищук «Прекрасный зверь в сердце» (МТИ «Созвездие»)
- 2014 — Алексей Богданович (Фёдор Протасов), «Живой труп» (Театр им. И.Франко)
- 2015 — Александр Ганноченко (Гнус), «Пой, Лола, пой!» (Театр драмы и комедии)
- 2016 — Богдан Бенюк (Ричард III), «Ричард III» (Театр им. И.Франко)
- 2017 — Лев Сомов (мадам Роза), «Жизнь впереди. Роман о Розе, или недетская история» (Театр драмы и комедии)

### Лучшая женская эпизодическая роль / роль второго плана
- 1991—1992 — Надежда Кондратовская (мадмуазель Капюла), «Приглашение в замок» (Театр им. Леси Украинки)
- 1993 — номинация исключена, поскольку никто из претендентов не набрал «проходной балл»
- 1994 — Вера Предаевич (мисс Джулиана), «История одной страсти» (Театр им. Леси Украинки)
- 1995 — Полина Лозовая (Ворона), "«Сны по Кобзарю» (Театр им. И.Франко)
- 1996 — Наталья Лотоцкая (Рындычка), «Украинский водевиль, или Выпьем и пойдём» (Театр им. И.Франко)
- 1997 — Светлана Орличенко (Анна), «Обманутая» (Театр драмы и комедии)
- 1998 — Виктория Авдеенко, «Лысая певица» (Экспериментальный театр НУКМА)
- 1999 — номинация исключена, поскольку никто из претендентов не набрал «проходной балл»
- 2000
  - Наталья Корпан (Ведьма), «Русалочка» (Молодой театр)
  - Наталья Лотоцкая (Настасья Петровна Коробочка), «Брат Чичиков» (Театр им. И.Франко)
- 2001 — Ирина Дорошенко (мадам Монтрей), «Маркиза де Сад» (Театр им. И.Франко)
- 2002 — Любовь Кубюк (Дорина), «Тартюф, или…» (Театр им. И.Франко)
- 2003 — Римма Зюбина (Соня), «Дядя Ваня» (Молодой театр)
- 2004 — Татьяна Шляховая (Лиза), «Братья Карамазовы» (Театр им. И.Франко)
- 2005 — Лариса Руснак (Нуся), «Solo-mea» (Театр им. И.Франко)
- 2006 — Алла Сергийко (Баронова-Козино), «Предчувствие Мины Мазайло» (Театр на Подоле)
- 2007 — Тамара Яценко (мадам Александра), «Голубка» (Молодой театр)
- 2008 — номинации «Лучшая женская роль» и «Лучшая женская роль второго плана» были совмещены оргкомитетом
  - Надежда Кондратовская (мисс Леттис Дуфе), «Леттис и Лавидж» (МТИ «Созвездие»)
- 2009 — номинации «Лучшая женская роль» и «Лучшая женская роль второго плана» были совмещены оргкомитетом
  - София Письман (Коробочка), «Мёртвые души» (Театр на Подоле)
- 2010 — номинация снята оргкомитетом
- 2011 — Людмила Смородина (Валентина Валентиновна), «Гимн демократической молодежи» (Театр им. И.Франко)
- 2012 — Екатерина Кистень (Княгиня), «Святой ночью» (Новый драматический театр на Печерске)
- 2013 — Валерия Чайковская (жена профессора), «Шиндай» (ТЮЗ на Липках)
- 2014 — Наталия Сумская (Анна Протасова), «Живой труп» (Театр им. И.Франко)
- 2015 — Елена Хохлаткина (Улита), «Лес» (Театр им. И.Франко)
- 2016 — Шорена Шония (Собака), «Двое, не считая собаки (История собаки)» (Театр им. Леси Украинки)
- 2017 — Екатерина Кистень (Женщина), «Двое бедных румын, говорящих по-польски» (Новый драматический театр на Печерске)

### Лучшая мужская эпизодическая роль / роль второго плана
- 1991—1992 — Михаил Аугуст, «И сказал Б…» (Молодёжный театр)
- 1993 — Василий Мазур (Ступай-Ступаненко), «Патетическая соната» (Театр им. И.Франко)
- 1994 — Богдан Бенюк (Юркович), «Талан» (Театр им. И.Франко)
- 1995 — Василий Мазур (Ворон), «Сны по Кобзарю» (Театр им. И.Франко)
- 1996 — Владимир Горянский (мессир Нича), «Комедия о прелести греха» (Театр драмы и комедии)
- 1997 — Дмитрий Лаленков (Кромвель), «Королевский игры» (Театр им. Леси Украинки)
- 1998 — Виталий Савчук (лорд Эдгар), «Бал воров» (Театр им. И.Франко)
- 1999 — Дмитрий Лаленков (Лука Лукич Хлопов), «Ревизор» (Театр им. Леси Украинки)
- 2000 — Богдан Бенюк (Михаил Семёнович Собакевич) «Брат Чичиков» (Театр им. И.Франко)
- 2001
  - Евгений Шах (Омелько) «Мартин Буруля» (Театр им. И.Франко)
  - Дмитрий Лаленков (Пациент), «Sanctus» / Горло (Театр «Свободная сцена»)
- 2002 — Станислав Боклан (Граф), «Хоровод любви» (Молодой театр)
- 2003 — Лев Сомов (Миша), «Море, ночь, свечи» (Театр драмы и комедии)
- 2004 — Лесь Заднепровский (Фёдор Карамазов), «Братья Карамазовы» (Театр им. И.Франко)
- 2005 — Пётр Панчук (Возный), «Наталка-Полтавка» (Театр им. И.Франко)
- 2006 — Александр Ганноченко (Порфирий Петрович), «Голубчики мои!» (Театр драмы и комедии)
- 2007 — Владимир Кузнецов (Замухрышкин), «Игроки» (Театр на Подоле)
- 2008 — номинация исключена, поскольку никто из претендентов не набрал «проходной балл»
- 2009 — номинации «Лучшая мужская роль» и «Лучшая мужская роль второго плана» были совмещены оргкомитетом
  - Богдан Бенюк (Илья Фомич Кочкарёв), «Женитьба» (Театр им. И.Франко)
- 2010 — номинация снята оргкомитетом
- 2011 — Андрей Саминин (Ракитин), «Высшее благо в мире» (Театр драмы и комедии)
- 2012 — Олег Стальчук (Баран), «Перекрестные тропы» (Театр им. И.Франко)
- 2013 — Василий Баша, «Morituri te salutant» (Театр им. И.Франко)
- 2014 — Марк Дробот (Врум), «Коварство и любовь» (Молодой театр)
- 2015 — Дмитрий Суржиков (Мервин), «Однорукий» (Молодой театр)
- 2016 — Арсен Курбанов[укр.] (Коломан Зупан), «Графиня Марица» (Киевский театр оперетты)
- 2017 — Антон Соловей (Юрасик и Альберт), «Папа, ты меня любил?» (Театр «Золотые ворота»)

### Лучшая сценография
- 1991—1992 — Андрей Александрович-Дочевский, «Кто предал Брута?» (Театр им. И.Франко)
- 1993 — Андрей Александрович-Дочевский, «Патетическая соната» (Театр им. И.Франко)
- 1994 — Мария Левитская:
  - «История одной страсти» (Театр им. Леси Украинки)
  - «Лоэнгрин» (Национальная опера Украины)
  - «Травиата» (Национальная опера Украины)
- 1995 — Елена Богатырёва, «Маркиза де Сад» (МТИ «Созвездие»)
- 1996 — Андрей Александрович-Дочевский, «Призраки» (Театр «Браво»)
- 1997 — Сергей Маслобойщиков, «Дон Жуан» (Молодой театр)
- 1998 — Владимир Карашевский, «Амфитрион» (Экспериментальный театр НУКМА)
- 1999 — Шавкат Абдусаламов, «Три сестры» (Театр им. И.Франко)
- 2000 — Михаил Яремчук, «Вишнёвый сад» (Киевский театр марионеток)
- 2001 — Сергей Маслобойщиков, «Гедда Габлер» (Молодой театр)
- 2002 — номинация исключена, поскольку никто из претендентов не набрал «проходной балл»
- 2003 — Андрей Александрович-Дочевский, «Дядя Ваня» (Молодой театр)
  - Специальный диплом А. Лобанов — сценография спектакля «Дядя Ваня» (Театр на Подоле) на основе оформления Даниила Лидера к спектаклю «Дядя Ваня» (Театр им. И.Франко) (1980 г.)
- 2004 — Андрей Александрович-Дочевский, «Братья Карамазовы» (Театр им. И.Франко)
- 2005 — Михаил Френкель, «Лесная песня» (ТЮЗ на Липках)
- 2006 — Владимир Карашевский, «Голодный грех» (Национальный центр театрального искусства им. Леся Курбаса)
- 2007 — Владимир Карашевский, «Четвёртая сестра» (Молодой театр)
- 2008 — Мария Погребняк, «Легенда о Фаусте» (Театр им. И.Франко)
- 2009 — номинация снята оргкомитетом
- 2010 — Сергей Маслобойщиков, «Буря» (Театр им. И.Франко)
- 2011 — Мария Погребняк, «На дне» (Театр на Подоле)
- 2012 — Борис Орлов и Игорь Рубашкин, «Корабль не придет» (Новый драматический театр на Печерске)
- 2013 — Александр Друганов, «Morituri te salutant» (Театр им. И.Франко)
- 2014 — Владимир Ковальчук, «Живой труп» (Театр им. И.Франко)
- 2015 — Николай Данько, «Почему длинный нос у слона» (Муниципальный академический театр кукол)
- 2016 — Мирони Швелидзе, «Ричард III» (Театр им. И.Франко)
- 2017 — Сергей Маслобойщиков, «За двумя зайцами» (Национальная опера Украины)

### Лучшее музыкальное оформление / музыкальная концепция спектакля
- 1991—1992 — Юрий Шевченко, «Кто предал Брута?» (Театр им. И.Франко)
- 1993 — Юрий Шевченко:
  - «Патетическая соната» (Театр им. И.Франко)
  - «Лесная песня» (Театр им. И.Франко)
  - «Иван царевич» (Театр им. Леси Украинки)
- 1994 — Юрий Шевченко, «Росмерсгольм» (Театр им. И.Франко)
- 1995
  - Сергей Бедусенко, «Крошечка Цахес» (Театр им. И.Франко)
  - Михаил Чембержи, «Дама-Примара» (Театр «Колесо»)
- 1996 — Юрий Шевченко, «Украинский водевиль, или Выпьем и пойдём» (Театр им. И.Франко)
- 1997 — Юрий Шевченко, «Дон Жуан» (Молодой театр)
- 1998 — Лев Этингер, «Ворон» (Муниципальный академический театр кукол)
- 1999 — Михаил Чембержи, «Эмма» (Театр «Колесо»)
- 2000 — Александр Курий, «Пусть сразу двоих не любит» (Театр драмы и комедии)
- 2001 — Александр Кохановский и Александр Курий, «Sanctus» / Горло (Театр «Свободная сцена»)
- 2002 — Юрий Шевченко, «Хоровод любви» (Молодой театр)
- 2003 — Гия Канчели, «Царь Эдип» (Театр им. И.Франко)
- 2004 — Екатерина Тижнова, «Женщина в песках» (МТИ «Созвездие»)
- 2005 — Олег Скрипка, «Наталка-Полтавка» (Театр им. И.Франко)
- 2006 — Александр Курий, «Голубчики мои!» (Театр драмы и комедии)
- 2007 — Владимир Соляник, «Четвертая сестра» (Молодой театр)
- 2008 — Виктория Васалатий, «Эдит Пиаф. Жизнь в кредит» (Театр им. И.Франко)
- 2009 — номинация снята оргкомитетом, при этом введена номинация «Лучшая оригинальная музыка», лауреатом которой стал
  - Юрий Шевченко, «Капризная любовь Дроздоборода» (Молодой театр)
- 2010 — Александр Курий, «Три сестры» (Театр драмы и комедии)
- 2011 — Виктория Булитко, Иван Небесный, «Прошлым летом в Чулимске» (Театр на Подоле)
- 2012 — Александр Курий, «Войцек. Карнавал плоти» (Театр драмы и комедии)
- 2013 — Сусанна Карпенко, «Morituri te salutant» (Театр им. И.Франко)
- 2014 — Александр Курий и Алексей Петрожицкий, «Наш городок» (ТЮЗ на Липках)
- 2015 — Тимур Полянский, «Он и она» (Театр на Подоле)
- 2016 — Владислав Тененбаум, «Вид с моста» (Театр им. Леси Украинки)
- 2017 — Александр Бегма, «Жизнь впереди. Роман о Розе, или недетская история», «Двенадцатая ночь, или Что Вам угодно?» (Театр драмы и комедии) и «Привидения» (МТИ «Созвездие»)

### Лучшая хореография и пластика / пластическое решение спектакля
- 1997 — Алла Рубина, «Дон Жуан» (Молодой театр)
- 1998 — Виктор Литвинов, «Барышня и хулиган» (Национальная опера Украины)
- 1999 — номинация снята жюри, хотя эксперты рекомендовали ряд претендентов
- 2000 — Алла Рубина:
  - «Дитя и чары» (Муниципальный театр оперы и балета для детей и юношества)
  - «Месть по-итальянски» (Театр им. Леси Украинки)
  - «Маскарадные забавы» (Театр им. Леси Украинки)
- 2001 — номинация исключена, поскольку никто из претендентов не набрал «проходной балл»
- 2002 — Алла Рубина, «Хоровод любви» (Молодой театр)
- 2003 — номинация исключена, поскольку никто из претендентов не набрал «проходной балл»
- 2004 — Игорь Рубашкин, «Закон танго» (Новый драматический театр на Печерске)
- 2005 — Наталья Осипенко, «Solo-mea» (Театр им. И.Франко)
- 2006 — Раду Поклитару, «Кармен. TV» («Киев модерн – балет»)
- 2007 — номинация снята из-за отсутствия конкуренции. Как «Событие года» были отмечены спектакли театра «Киев модерн – балет» в хореографии Раду Поклитару: «Болеро» М. Равеля; «Дождь» на музыку И. Баха; «Веронский миф: Шекспирименты» на музыку Г. Генделя, П. Чайковского и периода ренессанса; «Щелкунчик» П. Чайковского
- 2008 — номинация исключена, поскольку никто из претендентов не набрал «проходной балл»
- 2009 — номинация снята оргкомитетом
- 2010 — номинация снята оргкомитетом
- 2011 — Лев Сомов, «Пассажир в чемодане» (Театр драмы и комедии)
- 2012 — Ольга Семешкина (Театр им. И.Франко)
- 2013 — Ольга Семешкина, «Morituri te salutant» (Театр им. И.Франко)
- 2014 — Алексей Скляренко, «Сон» (ТЮЗ на Липках)
- 2015 — Алексей Скляренко, «Пой, Лола, пой!» (Театр драмы и комедии)
- 2016 — Анико Рехвиашвили, балет «Снежная королева» (Национальная опера Украины)
- 2017 — Виктор Литвинов, «За двумя зайцами» (Национальная опера Украины)

### Лучший дебют
- 1991—1992 — Лесь Подервянский, сценография спектакля «Оргия» (ТЮЗ на Липках)
- 1993 — Дмитрий Богомазов, режиссура спектакля «Волшебница» (Театр драмы и комедии)
- 1994 — Алексей Ратманский, хореография спектакля «Вечер новых балетов» (Национальная опера Украины)
- 1995 — Вадим Ракочи, музыка к спектаклю «Заколдованный круг или Колыбельная для Леси» (МТИ «Созвездие»)
- 1996 — Лев Сомов, за пьесу «Горький роман» (МТИ «Созвездие»)
- 1997 — Тарас Оглоблин, за пьесу «Воскресший и злой» (Театр «Дах»)
- 1998 — Коллективный дебют. 4-Б актёрского курса КГИТИ им. Карпенко-Карого (художественный руководитель — профессор Николай Рушковский). Дипломные спектакли:
  - «Человек из Ламанчи» (ТЮЗ на Липках)
  - «Визит господина В» (МТИ «Созвездие»)
- 1999 — Анатолий Хостикоев, режиссура спектакля «Кин IV» (Театр им. И.Франко)
- 2000 — Игорь Лебёдкин, музыка к спектаклю «Вишнёвый сад» (Киевский театр марионеток)
- 2001 — номинация исключена, поскольку никто из претендентов не набрал «проходной балл»

### Лучший режиссёрский дебют
- 2002 — Максим Михайличенко, «Волки и…» (ТЮЗ на Липках)
- 2003 — Андрей Билоус, «Веселитесь, все хорошо!?» (Театр драмы и комедии)
- 2004 — номинация исключена, поскольку никто из претендентов не набрал «проходной балл»
- 2005 — Светлана Шекера, «Ключа нет» (Театр «Ателье 16»)
- 2006 — номинация исключена, поскольку никто из претендентов не набрал «проходной балл»
- 2007 — Кирилл Кашликов, «Солдатики» (Театр им. Леси Украинки)
- 2008 — Ксения Холоднякова, «Дни пролетают со свистом» (Театр драмы и комедии)
- 2009 — номинации «Лучший режиссёрский дебют» и «Лучший актёрский дебют» были совмещены оргкомитетом
  - Александр Кобзарь и Андрей Саминин, «Играем Чонкина» (Театр драмы и комедии)
- 2010 — Павел Юров, «Депо Северное» (МТИ «Созвездие»)
- 2011 — Станислав Жирков, «Наташина мечта» (Театр «Открытый взгляд»)
- 2012 — номинация исключена, поскольку никто из претендентов не набрал «проходной балл»
- 2013 — Валентина Сотниченко, «Чудовище» (Театр драмы и комедии)
- 2014 — Вадим Прокопенко, «Кармен-сюита» (Киевский театр оперетты)
- 2015 — Сергей Кон, «Кукла. Новая история Коппелии» (Муниципальный театр оперы и балета для детей и юношества)
- 2016 — Валерия Федотова, «Ослик должен быть худым» (МТИ «Созвездие»)
- 2017 — Анна Огий, «Холодная мята» (Украинский малый драматический театр)

### Лучший актёрский дебют
- 2002 — Елена Лесникова (Аглая), «…семь дней с идиотом…» (Театр «Дах»)
- 2003 — Елена Свирская (Соня), «Дядя Ваня» (Театр на Подоле)
- 2004 — Дмитрий Чернов (Алёша Карамазов), «Братья Карамазовы» (Театр им. И.Франко)
- 2005 — Ольга Лукьяненко (Джульетта), «Ромео и Джульетта» (Театр драмы и комедии)
- 2006 — номинация исключена, поскольку никто из претендентов не набрал «проходной балл»
- 2007 — Станислав Бжезинский (Коля—Соня), «Четвёртая сестра» (Молодой театр)
- 2008 — номинация исключена, поскольку никто из претендентов не набрал «проходной балл»
- 2009 — номинации «Лучший режиссёрский дебют» и «Лучший актёрский дебют» были совмещены оргкомитетом
  - Александр Кобзарь и Андрей Саминин, «Играем Чонкина» (Театр драмы и комедии)
- 2010 — Борис Орлов (Фирсов), «Счастье» (Новый драматический театр на Печерске)
- 2011 — Виктор Марвин (Золотарев), «Ты помнишь, Алеша…» (МТИ «Созвездие»)
- 2012 — Антон Соловей (Саша-Коля), «Легкий способ бросить курить» (Совместный проект Центра им. Л. Курбаса и театра «Открытый взгляд»)
- 2013 — Владислав Писаренко, «Чудовище» (Театр драмы и комедии)
- 2014 — Шорена Шония (Джульетта), «Джульетта и Ромео» (Национальный академический театр русской драмы имени Леси Украинки)
- 2015 — Дмитрий Олейник (Митя), «Митина любовь: дневник» («Золотые ворота»)
- 2016 — номинация исключена, поскольку представлен был всего один претендент — Александр Вознюк, опера «Рита» (Муниципальный театр оперы и балета для детей и юношества)
- 2017 — Виктория Муштей (Марла), «Бойцовский клуб» (Театр «Актёр»)

### Лучший народный театр
- 2017 — Народный театр «Арсенал» Центра художественного и технического творчества «Печерск» (художественный руководитель Михаил Юрьевич Бондаренко)

### Другие номинации

#### За событие в искусстве в культурной жизни города
- 1999 — Евгений Станкович, музыка к балету «Викинги» (Национальная опера Украины)
- 2001 — Алла Рубина за режиссуру и хореографию спектакля «Невероятный бал» (Театр им. Леси Украинки)
- 2015 — Театральный проект «Оскар и Розовая Дама» Э. Шмитта, реж. Ростислав Держипольский
- 2017 — Вячеслав Москалевский[укр.], президент Кондитерской корпорации «Рошен» за действенную опеку театральным искусством Украины

#### За театральный поиск
- 2002 — «Дом, который построил Свифт» Г. Горина, реж. Михаил Яремчук (Киевский театр марионеток)
- 2016 — «Дикий театр» (специальная премия за энергичность в творческих поисках)

#### За лучший арт-проект
- 2004 — «О мышах и людях» Дж. Стейнбека; реж. Виталий Малахов (Театральная компания «Бенюк и Хостикоев»)

#### За развитие украинского сценического искусства за рубежом
- 2004 — Лилия Крушельницкая (США)

#### За преданность профессии и человеческое достоинство
- 2004 — Владимир Абазопуло, актёр

#### За лучшую рецензию на один из конкурсных спектаклей / театрально-критическую работу
- 1991—1992 — Сергей Васильев. Статьи:
  - «Рецепт выживания» («Культура и жизнь»)
  - «Реквием по тяжеловесу» («Курьер муз»)
- 1993 — Виталий Жежера. Статьи «Діоген вже купив діжечку, хлопці», «Непрікріплена людина», «17 сірників від Лотоцької» («Украинский театр»)
- 1994 — Валерий Гайдабура
  - «Театр, спрятанный в архивах» (авторский радиоцикл)
  - «Современницы» («Украинский театр»)
- 1995 — Ростислав Коломиец. Монография «Франковцы»

#### Техническому работнику за личный вклад в создание спектакля
- 1991—1992 — Владимир Лящинский, художник по свету (Театр им. И.Франко)

#### Специальная премия
- 2015 — ТЮЗ на Липках и Тарас Мельничук
- 2017 — Публичная библиотека им. Леси Украинки для взрослых г. Киева (за поддержку и развитие театрального искусства)

#### За весомый вклад в театральное искусство
- 1991—1992:
  - Сергей Данченко, режиссёр
  - Даниил Лидер, сценограф
  - Богдан Ступка, актёр
- 1993:
  - Владимир Оглоблин, режиссёр
  - Фёдор Нирод, художник
  - Ольга Кусенко, актриса
  - Владимир Дальский, актёр
- 1994:
  - Нонна Копержинская, актриса
  - Пётр Былинник, оперный певец
  - Даниил Федоряченко, директор-распорядитель театра им. И.Франко
  - Аркадий Драк, театровед
- 1995:
  - Николай Губенков, организатор театрального дела (посмертно)
  - Михаил Резникович, режиссёр
  - Николай Козленко, актёр
  - Борис Каменькович, балетмейстер
  - Леонид Олейник, театральный педагог
- 1996 — Лев Венедиктов, хормейстер
- 1997:
  - Владимир Коршун, актёр
  - Николай Духновский, художник
  - Алексей Старостин, директор театральных коллективов
- 1998:
  - Мальвина Швидлер, актриса
  - Евгения Мирошниченко, оперная певица
  - Эдуард Митницкий, режиссёр
- 1999:
  - Анатолий Белов (Дубин), танцовщик
  - Александр Сегал, балетмейстер
  - Ярослав Стельмах, драматург
- 2000:
  - Валентина Мицкевич, заведующий труппой театра им. И.Франко
  - Алла Спиридонова, журналист
  - Сергей Филимонов, актёр
- 2001:
  - Лидия Запорожцева, актриса оперетты
  - Степан Олексенко, актёр
  - Николай Мерзликин, режиссёр
- 2002:
  - Анна Николаева, актриса
  - Ада Роговцева, актриса
  - Нина Новоселицкая, радиожурналист
- 2003:
  - Евгений Балиев, актёр
  - Юлия Ткаченко, актриса
  - Шарль Фоерберг, актёр театра кукол
- 2004:
  - Валентина Калиновская, танцовщица
  - Юрий Станишевский, театровед
  - Эдуард Яворский, композитор
- 2005:
  - Игорь Безгин, театральный деятель
  - Сергей Ефремов, режиссёр театра кукол
  - Елена Пальчун, тележурналист
- 2006:
  - Николай Рушковский, актёр
  - Виктор Шулаков, режиссёр
- 2007 — Анна Пекарская, актриса
- 2009:
  - Ирина Бунина, актриса
  - Валерий Бесараб, актёр
- 2010 — Юрий Мажуга, актёр
- 2011:
  - Анатолий Решетников, актёр
  - Алексей Кондратенко, ответственный секретарь киевского отделения Национального союза театральных деятелей Украины
- 2012 — Валентина Зимняя, актриса, театральный педагог
- 2013 — Неонила Белецкая, артистка
- 2014 — Богдан Струтинский[укр.], художественный руководитель Киевского национального академического театра оперетты
- 2015 — Дмитрий Чайковский, режиссёр, педагог, профессор, заслуженный артист
- 2016 — Нинель Быченко, доцент кафедры театрального искусства Киевского университета культуры и искусств
- 2017 — Лариса Кадочникова, Народная артистка Украины, лауреат Национальной премии им. Т. Г. Шевченко

## Факты
- Статуэтку «Киевская пектораль» создал скульптор Анатолий Плющ. Её стоимость оценивается около $200[1]
- В сезоне 2003 года борьба в наиболее весомых категориях премии развернулась между двумя интерпретациями одной и той же пьесы Чехова «Дядя Ваня» в постановках Молодого театра и Театра драмы и комедии
- В сезоне 2013 года экспертная комиссия приняла решение отнести постановку Дмитрия Богомазова «Morituri te salutant» к спектаклям большой сцены при том, что репертуарно он числится на Камерной сцене им. Сергея Данченко театра им. И.Франко[2]